# Morannes-sur-Sarthe-Daumeray
Morannes-sur-Sarthe-Daumeray es una comuna nueva francesa situada en el departamento de Maine y Loira, de la región de Países del Loira.

## Historia
Fue creada el 1 de enero de 2017, en aplicación de una resolución del prefecto de Maine y Loira de 6 de septiembre de 2016 con la unión de la comuna de Daumeray y las dos comunas delegadas de Chemiré-sur-Sarthe  y Morannes, de la comuna nueva de Morannes-sur-Sarthe, pasando a estar el ayuntamiento en la antigua comuna de Morannes.

## Demografía
| Gráfica de evolución demográfica de Morannes-sur-Sarthe-Daumeray entre 1800 y 2014 |
|                                                                                    |

Los datos entre 1800 y 2013 son el resultado de sumar los parciales de las tres comunas que forman la nueva comuna de Morannes-sur-Sarthe-Daumeray, cuyos datos se han cogido de 1800 a 1999, para las comunas de Chemiré-sur-Sarthe, Daumeray y Morannes de la página francesa EHESS/Cassini. Los demás datos se han cogido de la página del INSEE.

## Composición
| Comuna delegada    | Código INSEE | Población (2013) | Superficie (km²) | Densidad (hab./km²) |
| ------------------ | ------------ | ---------------- | ---------------- | ------------------- |
| Chemiré-sur-Sarthe | 49093        | 260              | 6.62             | 39                  |
| Daumeray           | 49119        | 1526             | 40.53            | 38                  |
| Morannes           | 49220        | 1800             | 40.73            | 44                  |